# Al-Fath
Al-Fath (arabisch الفتح al-Fatḥ ‚Der Erfolg‘) ist die 48. Sure des Korans, sie enthält 29 Verse. Ihr Titel bezieht sich auf den ersten Vers. 
Sie wurde in Medina verkündet. Ihre Entstehung fällt in die Zeit, nachdem Mohammed im März 628 den Aufmarsch gegen Mekka geleitet hatte und in der Folge mit den Quraisch, dem führenden Stamm von Mekka, das Friedensabkommen von Hudaibiya geschlossen hatte.
Der im ersten Vers auftretende, namensgebende „Erfolg“ wird meist auf die Eroberung von Mekka im Jahre 630 bezogen, sowie auch die in den folgenden Versen erwähnte Unterstützung Gottes. Die „innere Ruhe“ in Vers 4 ist der Seelenzustand der Sakina. Die Verse 11–17 richten sich gegen die „Zurückgelassenen“, das sind die Heuchler unter den arabischen Beduinen, die Mohammed vom leichten Beutezug gegen Chaibar zunächst ausschließt, weil er ihr Verlangen nach Vergebung als unehrlich taxiert. In Vers 16 wird dann jedoch mit den Worten „Wenn ihr gehorcht, lässt Gott euch einen schönen Lohn zukommen“ eine mildere Haltung ihnen gegenüber eingenommen. Der in Vers 18 erwähnte Baum ist der Baum von Hudaibiya, unter dem die beiden Parteien das Friedensabkommen geschlossen haben. Im Vers 27 wird die Erfüllung eines Traums angekündigt, nämlich die laut dem Friedensabkommen um ein Jahr verschobene Pilgerfahrt nach Mekka im Jahre 629, sowie die Einnahme der Stadt und das Betreten der Heiligen Moschee „mit geschorenem Kopf und gestutztem Haar“ im Jahre 630. Der abschließende Vers 29 beginnt mit محمد رسول الله – Muḥammadun rasūlu ʾllāh – „Mohammed ist der Gesandte Gottes“, dem zweiten Teil des islamischen Glaubensbekenntnisses, worauf Parallelen zur Tora und zum Evangelium gezogen werden.